# Сюциці-Кольонія
Сюциці-Кольонія (пол. Siucice-Kolonia) — село в Польщі, у гміні Александрув Пйотрковського повіту Лодзинського воєводства.
Населення — 147 осіб (2011).
У 1975-1998 роках село належало до Пйотрковського воєводства.

## Демографія
Демографічна структура станом на 31 березня 2011 року:
|          | Загалом | Допрацездатний вік | Працездатний вік | Постпрацездатний вік |
| -------- | ------- | ------------------ | ---------------- | -------------------- |
| Чоловіки | 75      | 20                 | 40               | 15                   |
| Жінки    | 72      | 12                 | 33               | 27                   |
| Разом    | 147     | 32                 | 73               | 42                   |